# 황기로 초서-이군옥시
황기로 초서-이군옥시 (黃耆老 草書-李羣玉詩)는 대한민국 강원특별자치도 강릉시 율곡로 3139번길 24, 오죽헌시립박물관에 있는 조선시대의 서예 작품이다. 2010년 1월 4일 대한민국의 보물 제1625-1호로 지정되었다.
- 소유자(관리자)：강릉시(오죽헌·시립박물관)
- 수량：1점
- 규격(세로×가로)：전체 120.0×62.6(cm) 서면(書面)99.5×52.6cm
- 재질：종이에 먹〔紙本墨書〕
- 판종/형식：필사본/축장(軸裝)
- 연대：16세기
- 현 소재지：강원특별자치도 강릉시 율곡로 3139번길 24, 오죽헌시립박물관

## 지정 사유
16세기를 대표하는 명필 고산(孤山) 황기로(黃耆老, 1525~1575?)가 당나라 이군옥(李羣玉)의 오언율시를 쓴 것이다. 그는 낙동강 지류 천보탄(天寶灘) 가에 매학정(梅鶴亭)을 짓고 살았던 처사(處士)로서 회소(懷素)의 방일한 초서를 애호하고 또 회소를 바탕으로 독특한 서풍을 보인 명나라 동해옹(東海翁) 장필(張弼, 1425~1487)을 따랐다. 이 초서는 회소와 장필을 배워 활달하고 운동세가 많은 획법과 변화로운 짜임을 잘 구사한 예이다.
이 필적은 황기로의 사위 덕수이씨 옥산(玉山) 이우(李瑀, 1542~1609)의 후손인 이장희(李璋憙, 1909~1998)가 수집한 것으로 그의 장손에 의해 기증되었다. 하단 부분에 몇 글자 탈락되었으나 황기로의 묵적 가운데 대폭(大幅)이며 그의 특징이 잘 나타난 대표작이다.

## 같이 보기
- 황기로

## 참고 자료
- 황기로 초서-이군옥시 (黃耆老 草書-李羣玉詩) - 국가유산청 국가유산포털
- 문화재청고시 제2009-129호, 대한민국 관보 제17166호, 94쪽, 2010-01-04